# 广东美脉花楸
广东美脉花楸（学名：Sorbus caloneura var. kwangtungensis）为蔷薇科花楸属下的一个变种。

## 扩展阅读
- 維基物種上的相關：广东美脉花楸